# 하효자정려각
하효자정려각(夏孝子旌閭閣)은 대구광역시 수성구 만촌1동에 있는 조선시대의 정려각이다. 1989년 6월 15일 대구광역시의 문화재자료 제18호로 지정되었다.

## 개요
고려 때 이부시랑을 지낸 하광신의 지극한 효성을 기리기 위하여 조정에서 세운 비(碑)와 각(閣)이다.
하광신은 원래 중국 송나라의 대도독으로서, 고려시대부터 우리나라에 정착하면서 살게 된 하흠의 아들 하용의 손자이다. 어릴 때부터 효성이 지극하였다고 하는데, 매서운 찬바람이 불어치는 겨울에 복숭아를 구해다준 전설적인 이야기가 전한다. 하광신의 효성이 지극하다는 소식을 들은 충숙왕(1327)은 하광신이 살던 마을에 효자를 표창하기 위해 세우는 붉은문<정문(旌門)>을 세우고 그의 자손들에게 대대로 부역을 면제하도록 하였다.
이러한 제도는 조선시대에도 계속되었으며, 조선 고종 6년(1896) 그의 자손들에게 세금과 부역을 모두 면제시키라는 공문이 내려왔다. 그 공문 원본은 후손인 하재형 씨가 지금도 소중히 보관하고 있다.
정려각은 정조 5년 (1781년) 다시 지었으나, 일제시대 경부선 철도가 놓이면서 지금 있는 자리로 옮겨왔다.
비문은 이조판서겸 홍문관 대제학이던 황경원이 지었고, 글씨는 통훈대부 사헌부지평 이약채가 썼다.
현재 만촌동에 살고 있는 달성 하씨들이 해마다 돌아가며 관리하고 있다.
건물은 앞면 1칸·옆면 1칸 규모이며, 중앙에 정려비가 있다. 지붕은 옆면에서 볼 때 사람 인(人)자 모양인 맞배지붕으로 꾸몄다.
조선 후기 정려각의 형식을 잘 보여주고 있는 건축물이다.

## 참고 문헌
- 하효자정려각 - 국가유산청 국가유산포털